# Dorfgemeinschaftshaus

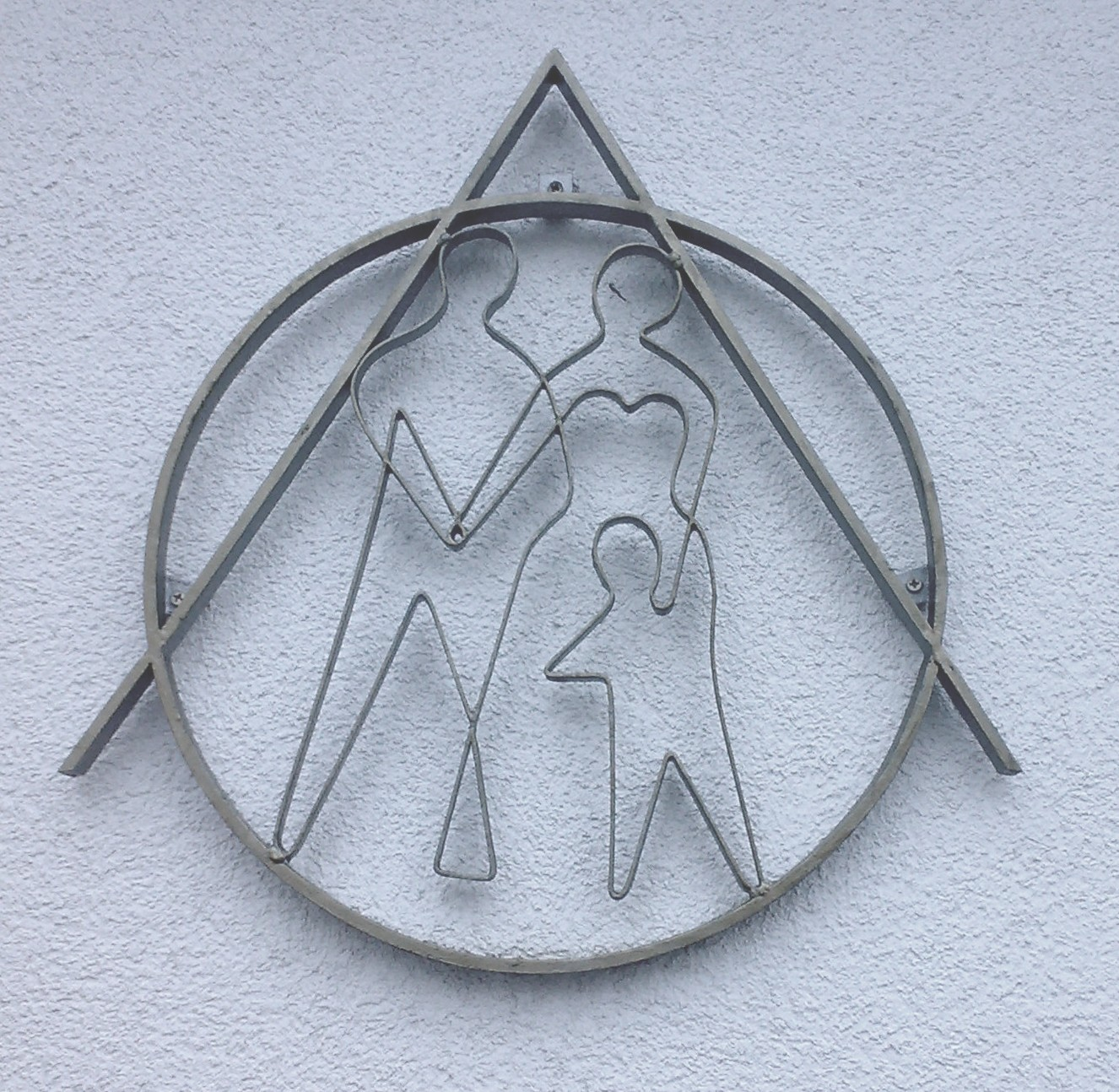
Symbol der hessischen Dorfgemeinschaftshäuser

Ein Dorfgemeinschaftshaus (DGH) ist ein durch öffentliche Gelder finanziertes Gebäude zur gemeinschaftlichen Nutzung in ländlichen Gemeinden und Dörfern, speziell in Hessen. Ähnliche Einrichtungen kirchlicher Träger sind die Gemeindezentren. Weitere Begriffsüberschneidungen gibt es zum Bürgerhaus, Bürgerzentrum, Nachbarschaftshaus, Stadtteilzentrum und Gemeindehaus.
Gebäude mit ähnlicher Funktion wurden in der DDR als Kulturhaus bezeichnet.

## Geschichte des Dorfgemeinschaftshauses

### Allgemeine Entwicklung
Bereits in den 1920er-Jahren entstanden Dorfgemeinschaftshäusern im Gebiet des heutigen Landes Baden-Württemberg zur Strukturstärkung im ländlichen Raum. In Hessen übernahm August Franke (SPD) diese Idee und errichtete 1950 das erste DGH in Haldorf. Auch in Bayern wurde in Hirschaid bei Bamberg im September 1950 ein Dorfgemeinschaftshaus mit der Bezeichnung Haus der Bäuerin errichtet. Dieses enthielt laut Hamburger Abendblatt vom 26. September 1950
„… einen sehr gemütlich ausgestatteten Gemeinschaftsraum, eine Bibliothek, Bad und Sauna, Waschküche mit Maschinen, die sich der einzelne Betrieb nicht leisten kann, Trockenraum, Mosterei und Kelterei mit Obstpresse, Schlachtraum mit elektrischer Maschineneinrichtung, Kühlraum, Vorratsraum, Raum mit Sackflickmaschine, eine Backstube mit Teigknetmaschine und elektrischem Backofen.“
Es wurde zum Vorbild für viele weitere Dorfgemeinschaftshäuser. Dies griff 1951 der hessische Ministerpräsident Georg-August Zinn auf und begann mit der Umsetzung einer großen Sozialreform, dem von ihm propagierten Hessenplan. Die Finanzierung erfolgte paritätisch durch die Gemeinde und das Land. Auch andere Bundesländer folgten dieser Idee und begannen Dorfgemeinschaftshäuser, zum Teil auch Bürgerhäuser genannt, zu errichten. So entstand 1957 das erste Haus in Niedersachsen in Offleben und die Gemeinde Baldramsdorf eröffnete das erste 1956 in Österreich.

### Situation in Hessen

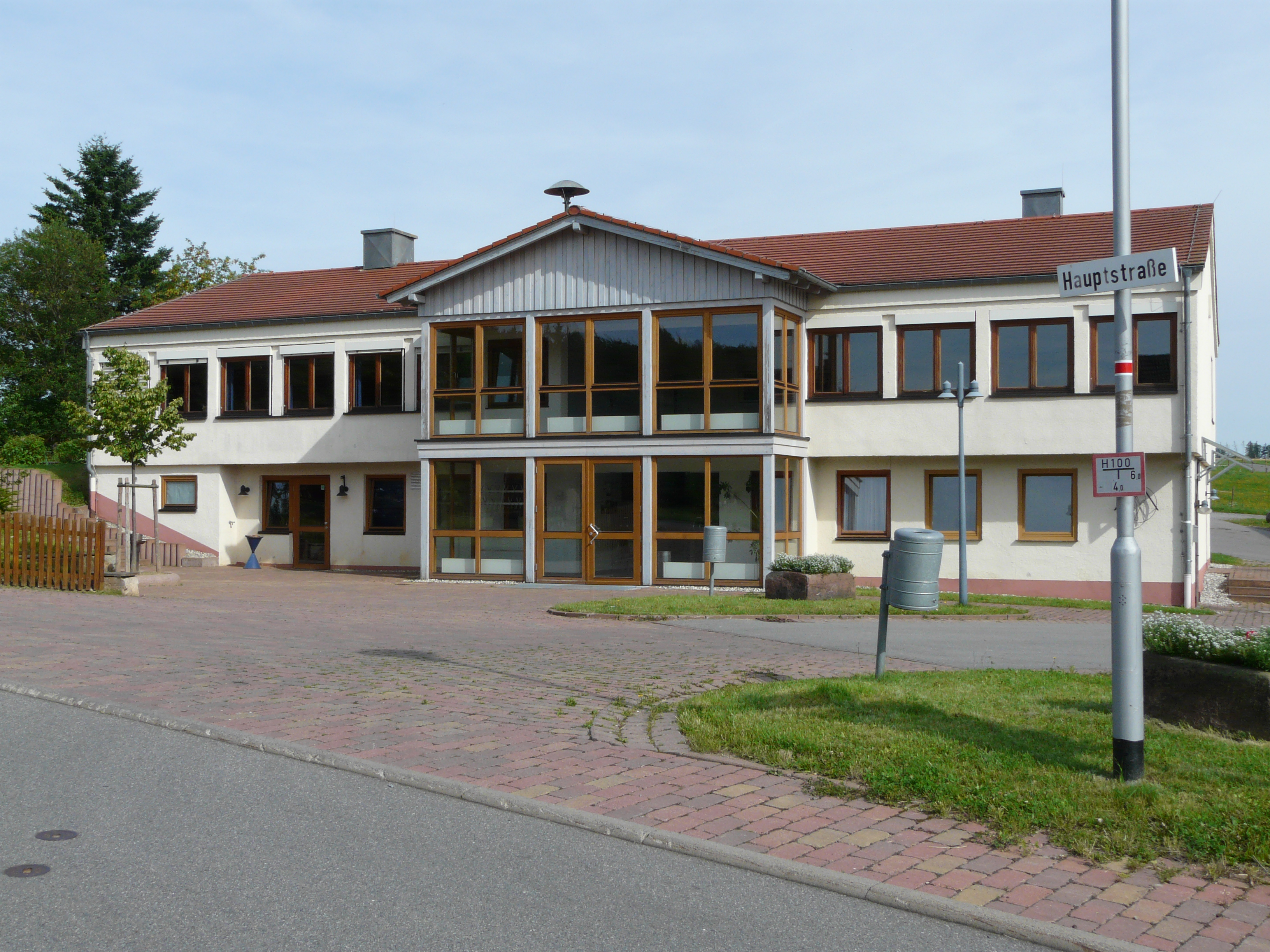
Dorfgemeinschaftshaus in Hesselbach/Odenwald

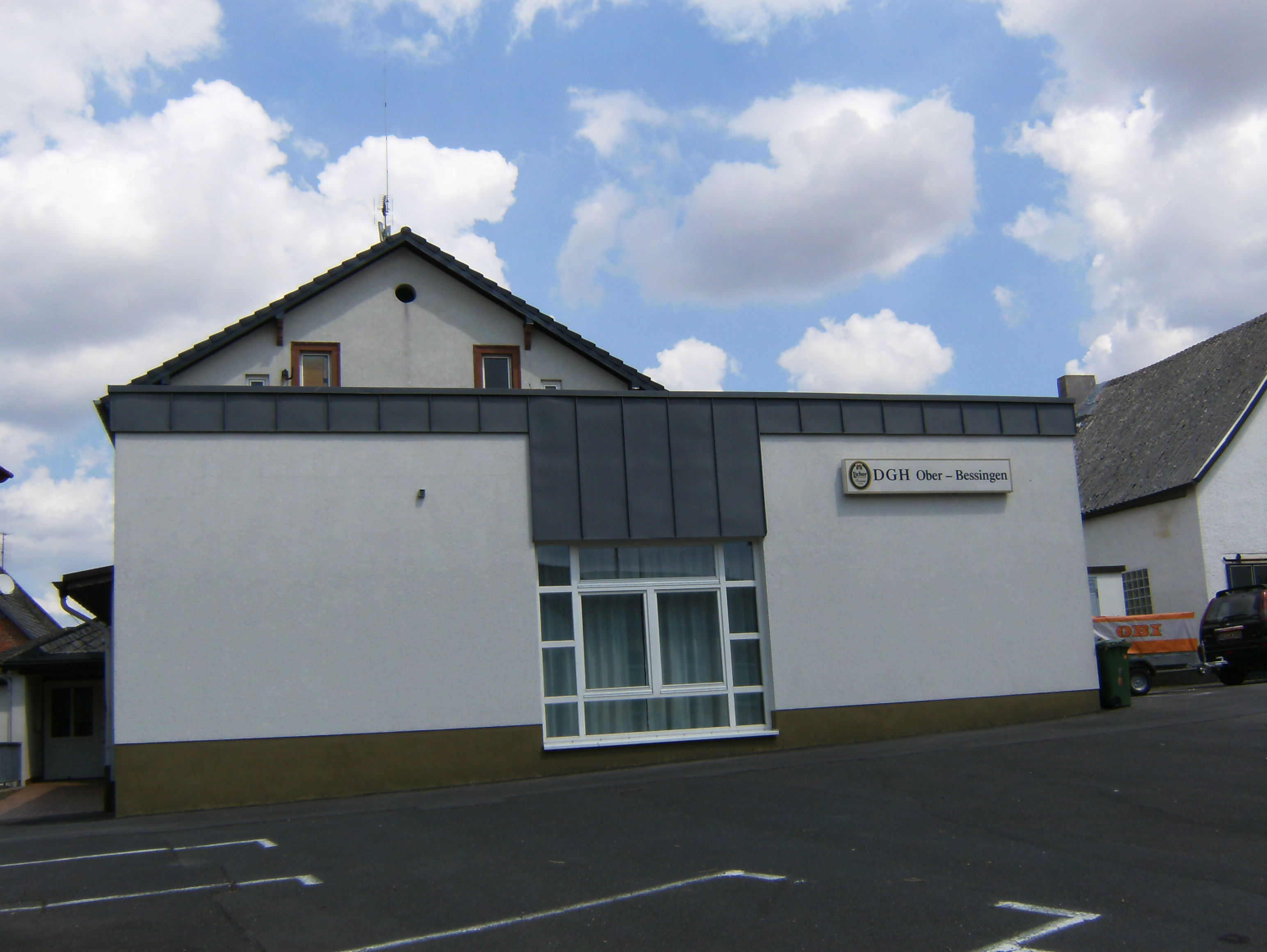
Dorfgemeinschaftshaus in Lich/Ober-Bessingen, entstanden durch Umgestaltung der Dorfschule

Dorfgemeinschaftshäusern (ländlicher Raum) sowie Bürgerhäuser (Kleinstädte) waren Kernpunkte des zu Beginn der 1950er-Jahre aufgestellten sogenannten Hessenplans unter Federführung des damaligen hessischen Ministerpräsidenten Georg-August Zinn. Ziel dieser Einrichtungen war die Schaffung von Räumen für kulturelles Leben, was zum einen lediglich eine Kneipe bedeuten konnte, im weiteren Sinne vor allem aber Räume für Vereine umfasste. Namentlich handelte es sich um so genannte Landfrauenverbände, die ab Beginn der 1950er-Jahre praktisch flächendeckend gegründet wurden. Auf der Agenda standen Themen wie Landwirtschaft und Haushalt über Theater- und Kinobesuche bis hin zu Traditionspflege und Heimatgeschichte. Sie sind mittlerweile vielerorts ein selbstbewusstes und keinesfalls angestaubtes Element, die Häuser zum Mittelpunkt des dörflichen Lebens geworden.
Dorfgemeinschaftshäuser sollten zudem rein praktisch Fortschritt und Modernität in den ländlichen Raum bringen (Gemeinschaftsbäder, Fernsehräume, Gemeinschaftsgefrieranlagen, aber auch Kindergärten und – wo nicht oder nicht mehr vorhanden – schlicht und einfach eine „Kneipe“ als Kommunikationsmittelpunkt) sein.
In der Anfangsphase wurden Dorfgemeinschaftshäuser als eigenständige Komplexe errichtet. Ab den 1970er-Jahren wurden mit Beginn der Schulreform in Hessen zunehmend leergezogene Dorfschulen durch Um- und Anbauten zu Dorfgemeinschaftshäusern gestaltet. Das einhundertste Dorfgemeinschaftshaus wurde im Juni 1958 in Arnoldshain eingeweiht. Erst 1988 wurde mit dem Auslaufen der dritten Förderperiode des Hessenplans die Errichtung von Dorfgemeinschaftshäusern beendet. Heute bestehen im Land flächendeckend ca. 1500 Dorfgemeinschaftshäuser. Ihre Bedeutung hat sich aufgrund der privaten Nutzung einst wegweisend moderner Einrichtungen, die in Baderäumen, Fernsehräumen oder als Gemeinschaftsgefrieranlagen vorhanden waren, aber auch im ländlichen Raum über die Jahre Haushaltsstandard geworden sind, zu einer Institution, ähnlich einem Bürgerhaus verändert.

## Ausstattung

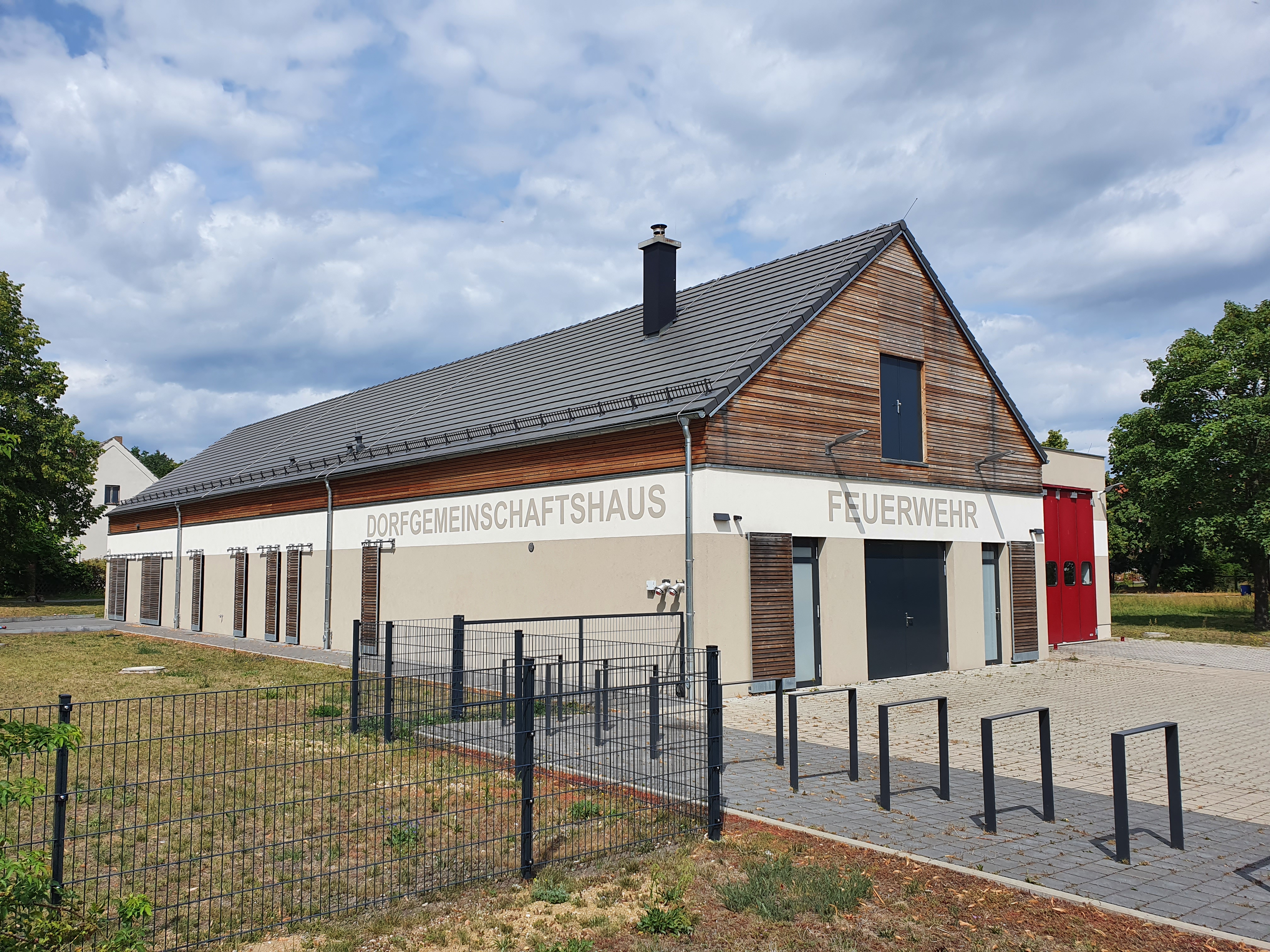
Dorfgemeinschaftshaus mit integriertem Feuerwehrhaus in Laasow (Brandenburg)

Sie waren Standort für Gemeinschaftswaschanlagen, Tiefkühlräume, eine Nähstube und andere Gemeinschaftseinrichtungen sowie Veranstaltungsort für kulturelle und Vereinsaktivitäten sowie Familienfeiern. Oft war auch ein moderneres Backhaus angegliedert oder integriert. Viele Dorfgemeinschaftshäuser waren Standort der Dorfbücherei. Vielfach wurden sie räumlich mit anderen Gemeinschaftseinrichtungen wie Feuerwehrstützpunkten, Kindergärten o. ä. verbunden.